# Tim Wood
Timothy Lyle "Tim" Wood (Highland Park, Michigan, 21 de junho de 1948) é um ex-patinador artístico estadunidense. Ele conquistou uma medalha de prata olímpica em 1968, e três medalhas em campeonatos mundiais.

## Principais resultados
| Resultados                                            | Resultados      | Resultados        | Resultados      | Resultados        | Resultados        | Resultados        | Resultados       | Resultados      | Resultados      | Resultados    | Resultados    | Resultados    |
| Internacional                                         | Internacional   | Internacional     | Internacional   | Internacional     | Internacional     | Internacional     | Internacional    | Internacional   | Internacional   | Internacional | Internacional | Internacional |
| Evento/Temporada                                      | 1961– 1962      | 1962– 1963        | 1963– 1964      | 1964– 1965        | 1965– 1966        | 1966– 1967        | 1967– 1968       | 1968– 1969      | 1969– 1970      |               |               |               |
| ----------------------------------------------------- | --------------- | ----------------- | --------------- | ----------------- | ----------------- | ----------------- | ---------------- | --------------- | --------------- | ------------- | ------------- | ------------- |
| Jogos Olímpicos                                       |                 |                   |                 |                   |                   |                   | Medalha de prata |                 |                 |               |               |               |
| Campeonato Mundial                                    |                 |                   |                 | 13.º              |                   | 9.º               | Medalha de prata | Medalha de ouro | Medalha de ouro |               |               |               |
| Campeonato Norte-Americano                            |                 |                   |                 | 5.º               |                   | 5.º               |                  | Medalha de ouro |                 |               |               |               |
| Nacional                                              |                 |                   |                 |                   |                   |                   |                  |                 |                 |               |               |               |
| Campeonato dos Estados Unidos                         |                 |                   |                 | Medalha de bronze | Medalha de peltre | Medalha de bronze | Medalha de ouro  | Medalha de ouro | Medalha de ouro |               |               |               |
| Campeonato dos Estados Unidos – Júnior                |                 | Medalha de bronze | Medalha de ouro |                   |                   |                   |                  |                 |                 |               |               |               |
| Campeonato dos Estados Unidos – Noviço                | Medalha de ouro |                   |                 |                   |                   |                   |                  |                 |                 |               |               |               |
|                                                       |                 |                   |                 |                   |                   |                   |                  |                 |                 |               |               |               |
| Legenda: Competição não foi disputada nesta temporada |                 |                   |                 |                   |                   |                   |                  |                 |                 |               |               |               |